# Janja Garnbret
Janja Garnbret (Slovenj Gradec, 12 de marzo de 1999) es una deportista eslovena que compite en escalada, especialista en las pruebas de dificultad y bloques. Es la ganadora del mayor numero de medallas de oro de la ISFC (hombre o mujer), y es ampliamente considerada una de las mejores atletas en la historia de la escalada competitiva. 
Participó en dos Juegos Olímpicos de Verano, obteniendo dos medallas de oro, en Tokio 2020 y París 2024, en la prueba combinada.
Ganó diez medallas en el Campeonato Mundial de Escalada entre los años 2016 y 2023, y seis medallas en el Campeonato Europeo de Escalada entre los años 2015 y 2022. Además, consiguió una medalla de plata en los Juegos Mundiales de 2017.

## Palmarés internacional
| Juegos Olímpicos   | Juegos Olímpicos    | Juegos Olímpicos | Juegos Olímpicos |
| Año                | Lugar               | Medalla          | Prueba           |
| ------------------ | ------------------- | ---------------- | ---------------- |
| 2020               | Tokio (Japón)       | Medalla de oro   | Combinada        |
| 2024               | París (Francia)     | Medalla de oro   | Combinada        |
| Campeonato Mundial |                     |                  |                  |
| Año                | Lugar               | Medalla          | Prueba           |
| 2016               | París (Francia)     | Medalla de oro   | Dificultad       |
| 2018               | Innsbruck (Austria) | Medalla de oro   | Bloques          |
| 2018               | Innsbruck (Austria) | Medalla de oro   | Combinada        |
| 2018               | Innsbruck (Austria) | Medalla de plata | Dificultad       |
| 2019               | Hachioji (Japón)    | Medalla de oro   | Dificultad       |
| 2019               | Hachioji (Japón)    | Medalla de oro   | Bloques          |
| 2019               | Hachioji (Japón)    | Medalla de oro   | Combinada        |
| 2023               | Berna (Suiza)       | Medalla de oro   | Bloques          |
| 2023               | Berna (Suiza)       | Medalla de oro   | Combinada        |
| 2023               | Berna (Suiza)       | Medalla de plata | Dificultad       |
| Campeonato Europeo |                     |                  |                  |
| Año                | Lugar               | Medalla          | Prueba           |
| 2015               | Chamonix (Francia)  | Medalla de plata | Dificultad       |
| 2017               | Múnich (Alemania)   | Medalla de oro   | Combinada        |
| 2017               | Múnich (Alemania)   | Medalla de plata | Bloques          |
| 2022               | Múnich (Alemania)   | Medalla de oro   | Dificultad       |
| 2022               | Múnich (Alemania)   | Medalla de oro   | Bloques          |
| 2022               | Múnich (Alemania)   | Medalla de oro   | Combinada        |